# Lazarus You Heung-sik
Lazarus You Heung-sik (coréen : 유흥식 ; Hanja : 兪興植), né le 17 novembre 1951, est un prélat sud-coréen de l'Église catholique et l'actuel préfet de la Congrégation pour le clergé. Il est le premier Coréen nommé à la tête d'un département de la Curie romaine. Il a été auparavant évêque du diocèse de Daejon de 2005 à 2021, après deux ans comme évêque coadjuteur sous l'évêque Joseph Kyeong Kap-ryong.

## Biographie
Lazarus You Heung-sik est né le 17 novembre 1951 à Nonsan, dans le Chungcheong du Sud, en Corée du Sud, en pleine guerre de Corée. Il a été baptisé catholique à l'âge de seize ans. Il a étudié d'abord à Séoul à l'Université catholique de Corée puis à Rome, où il a obtenu un diplôme en théologie dogmatique à l'Université pontificale du Latran. Il a été ordonné prêtre le 9 décembre 1979.
Ses affectations comprenaient des séjours en tant que prêtre assistant à la cathédrale diocésaine, directeur d'une maison de retraite et directeur d'un centre d'éducation. À partir de 1994, il a travaillé comme directeur spirituel et professeur à l'Université catholique de Daejeon ; il en est devenu le président de 1998 à 2003. Il a été associé au Mouvement des Focolari et a assisté à des rassemblements internationaux d'évêques qui le promeuvent.
Le 9 juillet 2003, le pape Jean-Paul II l'a nommé évêque coadjuteur du diocèse de Daejon. Il a reçu sa consécration épiscopale le 19 août 2003 de Joseph Kyeong Kap-ryong de Daejon. Il est devenu évêque émérite le 1er avril 2005.
Le 29 mai 2007, le pape Benoît XVI l'a nommé membre du Conseil pontifical Cor Unum.
Alors qu'il était évêque de Daejon, il a dirigé plusieurs comités de la Conférence des évêques catholiques de Corée (ko), notamment ceux sur les migrants, la pastorale des jeunes et la promotion de la cause des martyrs coréens. Alors qu'il était à la tête de Caritas Corée de 2004 à 2008, il s'est rendu quatre fois en Corée du Nord à Pyongyang.
En 2014, son diocèse a accueilli le pape François, qui a célébré la messe au stade de la Coupe du monde de Daejeon, participé à la Journée de la jeunesse asiatique et rencontré des évêques asiatiques. Il a participé au synode des évêques de 2018 sur la jeunesse et le discernement par nomination papale. Il a décrit la situation des jeunes en Corée : « Depuis l'enfance, ils grandissent dans une société hautement compétitive. La concurrence contrecarre les relations fraternelles, elle rejette les amitiés et nourrit la solitude. » Il a profité du synode pour rencontrer les deux évêques participants de Chine. Il a exprimé l'espoir de paix dans la péninsule coréenne ; il a imaginé une éventuelle visite papale en Corée du Nord, mais a prévenu que cela nécessiterait de longs préparatifs, « à commencer par la question de la liberté religieuse et de la présence des prêtres ». Le 14 octobre 2020, il est devenu secrétaire de la Conférence des évêques catholiques de Corée (ko).
Le 11 juin 2021, le pape François l'a nommé pour succéder au cardinal Beniamino Stella comme préfet de la Congrégation pour le clergé. Il a reçu le titre personnel d'archevêque avec celui d'évêque émérite de Daejon. Il déménage à Rome et prend son nouveau poste de préfet le 2 août suivant.
En février 2022, il a participé à l'Université ecclésiastique San Damaso de Madrid, en Espagne, avec une conférence dans la cinquième édition des sessions de mise à jour pastorale pour les prêtres.
Le pape le nomme membre de la congrégation pour les évêques en juillet 2022 et le crée cardinal lors du consistoire du 27 août 2022.
Le 1er mars 2023 sort en Italie son livre Come la folgore viene da Oriente (« Comment l’éclair vient de l’Orient ») provenant d’un dialogue avec le théologien Francesco Consentino afin de « donner une voix à l’Église d’Orient ». Le pape François préface le livre.